# Arctornis bisetosus
Arctornis bisetosus är en fjärilsart som beskrevs av Holloway 1999. Arctornis bisetosus ingår i släktet Arctornis och familjen tofsspinnare. Inga underarter finns listade i Catalogue of Life.